# Gill & Macmillan
Gill & Macmillan ist ein Buchverlag und Herausgeber von Schul- und Sachbüchern in Irland. Seit 2016 heißt der Verlag Gill Books. Er ist Mitglied des irischen Buchverlegerverbandes Publishing Ireland.

## Geschichte
Gegründet wurde der Verlag 1856, als Michael Henry Gill, Drucker der Universität Dublin, die Verlagsrechte am Verlags- und Buchhandelsgeschäft von James McGlashan erwarb. Das Unternehmen wurde als McGlashan & Gill bekannt. 1968 übernahm das Unternehmen den in London ansässigen und 1843 gegründeten Verlag Macmillan Publishers und firmierte seitdem als Gill & Macmillan. 2013 wurden die Macmillan-Anteile von der Familie Gill erworben, das Unternehmen wurde 2016 in Gill Books umbenannt und befindet sich nun wieder ganz in Irischem Familienbesitz. Der Verlag ist spezialisiert auf die Entwicklung von Schulbüchern. Er veröffentlicht hauptsächlich pädagogische Bücher für Schüler und Studenten sowie eine Reihe von allgemeinen historischen Sachbüchern.

## Onlineservice
Für Studenten und Lehrer betreibt Gill Books eine interaktive Website. Die Web-basierte Plattform ist für die Lernumgebung der irische Schulen nach Anmeldung zugänglich. Schüler und Lehrer können die Website verwenden, um entweder unabhängig oder zusammen Themen und Prüfungsfächer effektiv zu erlernen. Lehrer können ihr eigenes Online-Lernzentrum für jede Klasse, die sie unterrichten, selbst erstellen.